# Lista canalelor din San Marco

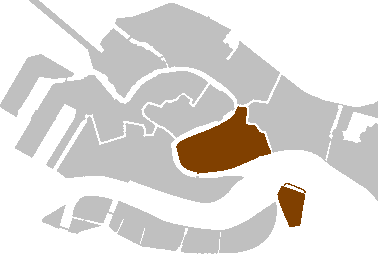
Localizarea sestiere San Marco în Veneţia.

Acest articol prezintă canalele din San Marco, sestiere al Veneției (Italia).

## Generalități

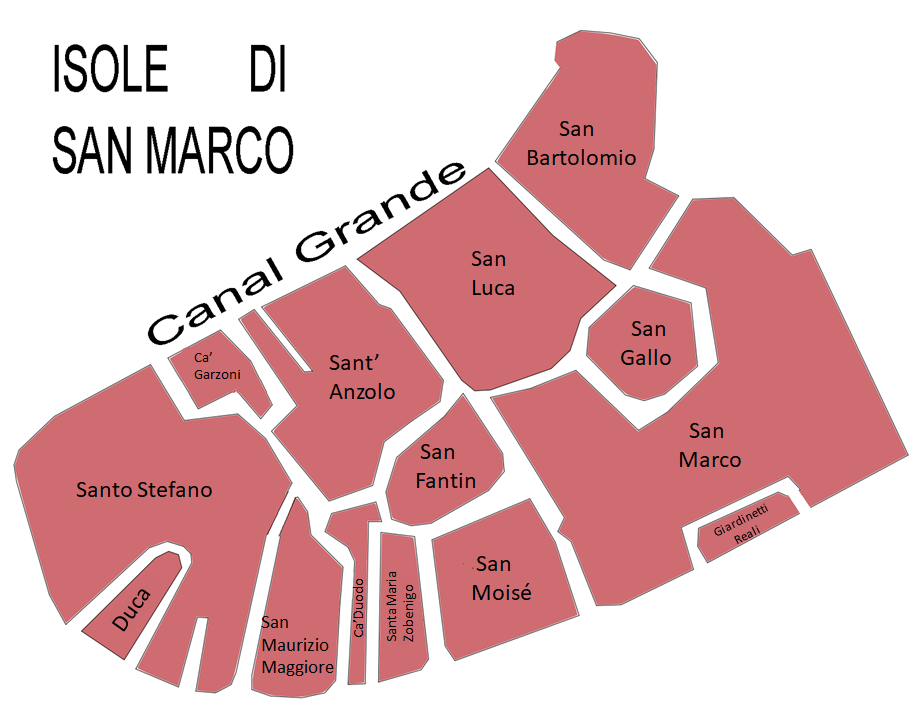
Harta insulelor care formează San Marco.

Ca și celelalte sestiere ale Veneției, San Polo este compus din mai multe insule distincte, separate de canale. 
Situat în centrul Veneției, San Marco este învecinat cu următoarele sestiere sau întinderi de apă:
- La nord: Cannaregio
- La nord-est și la est: Castello
- La sud: Laguna Venețiană
- La sud-vest și la vest: Canal Grande, care îl separă de Dorsoduro și San Polo.

## Canale

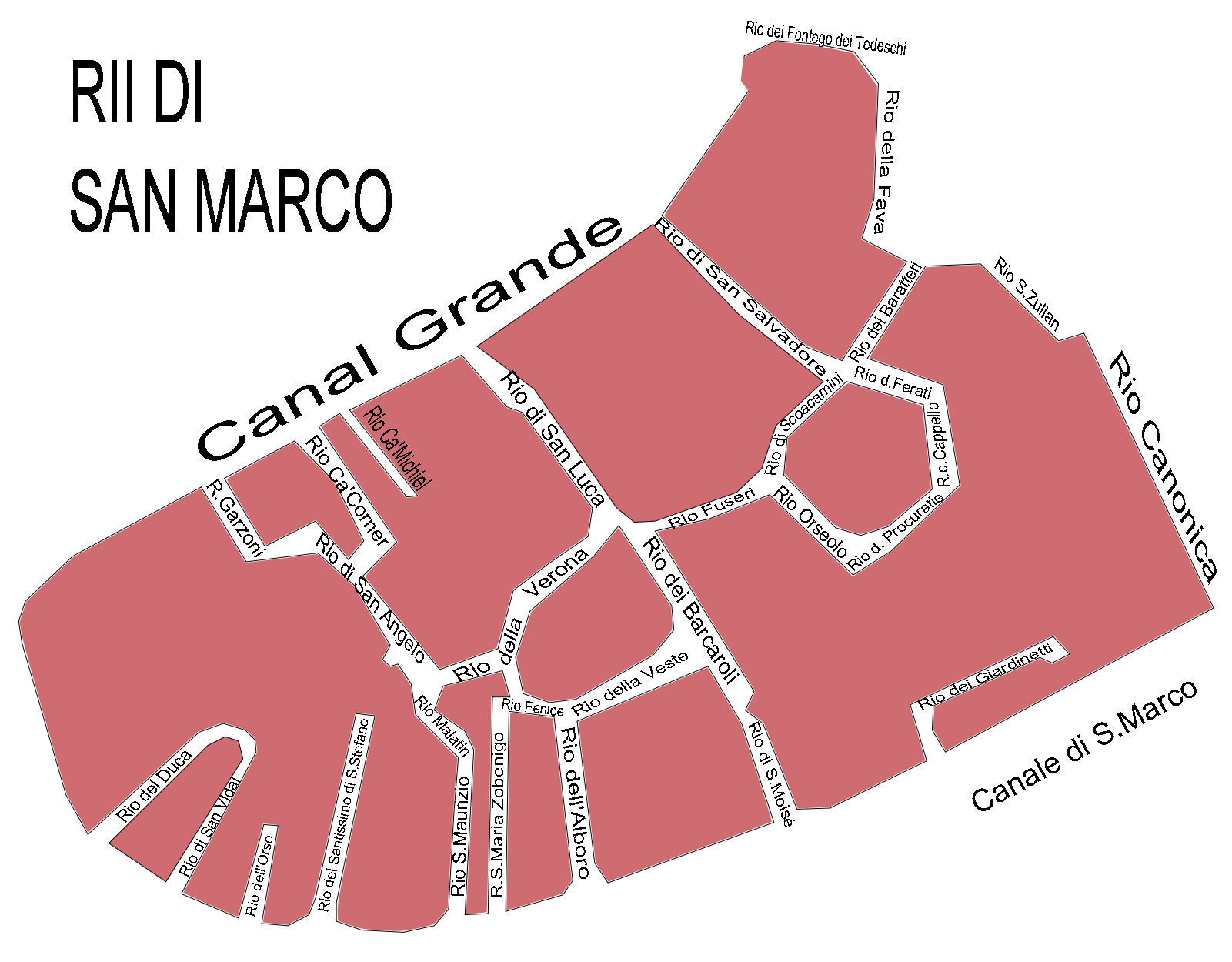
Harta canalelor din San Marco.

### Canale limitrofe
Începând din nord și în sensul acelor de ceasornic, San Marco este delimitat de următoarele canale (sau întinderi de apă):
- Limita cu Cannaregio :
  - Rio del Fontego dei Tedeschi

- Limita cu Castello :
  - Rio de la Fava
  - Rio di San Giuliano (sau de la Guerra)
  - Rio de la Canonica (sau del Palazzo, sau de la Paglia)

- În Laguna Venețiană:
  - Bazinul San Marco

- Canal Grande

### Canale care se varsă în Canal Grande
Canalele următoare se varsă în Canal Grande:
- La nordul sestierelui:
  - Rio de San Salvador
  - Rio de San Luca
  - Rio de Ca' Michiel
  - Rio de Ca' Corner (sau de Ca' Santi)
  - Rio de Ca' Garzon

- La sudul sestierelui:
  - Rio del Duca
  - Rio de San Vidal
  - Rio de l'Orso
  - Rio del Santissimo di Santo Stefano
  - Rio de San Maurizio
  - Rio de Santa Maria Zobenigo (sau de Santa Maria del Giglio)
  - Rio de l'Alboro
  - Rio de San Moisè
  - Rio de la Zecca (sau dei Giardinetti, sau de la Luna)

### Canale interioare
Canalele următoare sunt interioare în sestiere:
- În jurul insuliței San Gallo:
  - Rio Orseolo
  - Bacino Orseolo
  - Rio dei Scoacamini
  - Rio dei Ferali (sau dei Ferai)

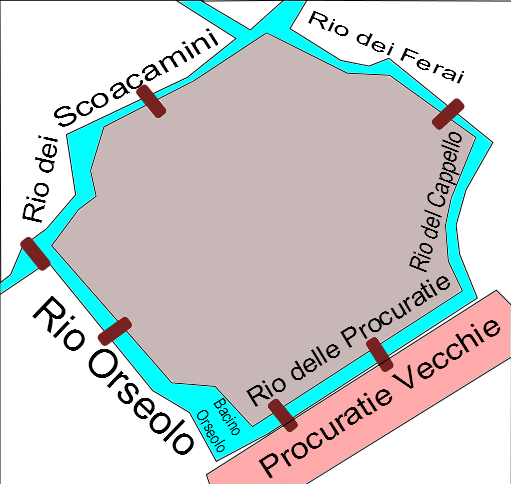
Insuliţa San Gallo

  - Rio de le Procuratie (sau del Cappello, sau del Cavalletto)

- În jurul insuliței San Fantin:
  - Rio dei Barcaroli
  - Rio Menùo (sau de la Verona)
  - Rio delle Veste (sau de la Fenice)

- Alte canale:
  - Rio dei Bareteri
  - Rio dei Fuseri
  - Rio Malatin
  - Rio de Sant'Anzolo